# خباط
الخُبَّاط (الاسم العلمي: Chirocentrus) هو جنس من الأسماك يتبع الفصيلة الخباطات من رتبة الصابوغيات.

## أنواع الخباط
- خباط شائع
- خباط أبيض الزعانف